# Метелев, Артём Павлович
Артём Павлович Метелев  (род. 11 августа 1993 года, Москва, Россия) — российский государственный, политический и общественный деятель. Председатель Комитета Государственной Думы по молодёжной политике с 12 октября 2021 года.
Председатель Совета Ассоциации волонтёрских центров.. Лидер волонтёрского движения в России.  Соорганизатор Общероссийской акции взаимопомощи #МЫВМЕСТЕ. Руководитель платформы ДОБРО.РФ.
Из-за поддержки российско-украинской войны находится под персональными международными санкциями всех стран Европейского союза, Великобритании, Соединенных Штатов Америки, Швейцарии, Австралии, Японии, Украины, Новой Зеландии.

## Биография
Артём Павлович Метелев родился 11 августа 1993 года, в городе Москва.
В 2015 году окончил Государственный университет управления, по профилю «Управление в топливно-энергетическом комплексе». В 2017 году получил диплом магистра в Московском педагогическом государственном университете по направлению «Менеджмент организации». В 2021 году завершил программу обучения «Мастер публичной политики» в РАНХиГС по итогам победы во Всероссийском конкурсе «Лидеры России. Политика».
Со школьных лет участвовал в деятельности детских и молодёжных общественных объединений.
В 2009—2012 годах — председатель молодёжной общественной палаты района «Силино» (Москва), куратор проекта «Молодёжный парламент» в Зеленоградском административном округе.
В 2012 году стал куратором направления по адаптации детей-сирот и людей с ограниченными возможностями общественной организации «Союз Добровольцев России».
В 2010—2013 годах — заместитель руководителя Зеленоградского окружного отделения Молодой Гвардии Единой России.
В 2013—2014 годах — координатор направления «Молодёжь и студенты» общественного движения «В Деле», в 2014 году — руководитель смены «Русская Правда» молодёжного форума «Селигер».
В 2014 году возглавил проект «Волонтеры Склифа», к 2016 году проект стал федеральным и насчитывал более 40 регионов присутствия, тысячи молодых медиков в своих рядах и сотни больниц и вузов-партнеров. В 2016 году Учредительный съезд ВОД «Волонтеры-медики» посетила министр здравоохранения России Вероника Скворцова. К 2022 году движение насчитывает более 110 тысяч волонтеров, являясь одной из крупнейших добровольческих организаций в сфере здравоохранения в Европе.
В 2014—2015 годах — специалист отдела патриотических проектов и регионального взаимодействия ФГБУ «Роспатриотцентр».
В 2015—2016 годах — специалист отдела развития ФГБУ «Роспатриотцентр»..
В 2017—2021 годах — член Общественной палаты Российской Федерации, первый заместитель председателя комиссии по развитию молодёжи, поддержки добровольчества и патриотического воспитания, куратор волонтёрства, является заместителем председателя — ответственным секретарем профильного Координационного совета.
В 2016-2017 годах — советник Председателя Совета Ассоциации волонтёрских центров.
С 2017-2018 годах — сопредседатель Совета Ассоциации волонтёрских центров.
В настоящее время является председателем Совета Ассоциации волонтёрских центров, крупнейшего волонтёрского сообщества в России. Она объединяет более 1000 организаций членов из 85 регионов России. В рамках своей деятельности во главе Ассоциации смог создать крупнейшее сообщество, консолидировав под миссией «сделать волонтерство нормой жизни» 59 тысяч организаций на платформе ДОБРО.РФ, а также построить сеть региональных ресурсных центров добровольчества в каждом регионе России. Принял непосредственное участие в популяризации и увеличении волонтерского движения в 6 раз с 2014 по 2022 гг. Руководил Дирекцией по проведению Всероссийского конкурса «Доброволец России» и Международной Премии «МЫВМЕСТЕ» в течение 8 лет.
В 2017 году стал членом Организационного и Национального подготовительных комитетов XIX Всемирного фестиваля молодёжи и студентов, в 2018 году — заместитель руководителя дирекции по проведению Года добровольца (волонтёра) в Российской Федерации, в 2024 году — член оргкомитета Всемирного фестиваля молодёжи.
В 2017 году создал и запустил платформу ДОБРО.РФ, которую в 2017 году презентовал Президенту России Владимиру Путину. Платформа ДОБРО.РФ стала крупнейшей волонтерской платформой в СНГ и насчитывает более 4 млн волонтеров и 90 тысяч проектов. Общий объём потраченных часов на добрые дела к 2022 году составил более 30 миллионов. Он также является автором проекта о социальном комфорте «Одобрено».
В 2020 году выступил соорганизатором общероссийского проекта взаимопомощи #МЫВМЕСТЕ. В марте 2020 года во время пандемии COVID-19 совместно с ОНФ и ВОД «Волонтеры-медики» проект организовал работу региональных волонтерских штабов, привлек более 9 тысяч партнеров, запустил единую горячую линию и сайт, результатом чего стала адресная помощь более 7 млн граждан.
В том же году во время подготовки к общероссийскому голосованию по поправкам в Конституцию Российской Федерации предложил создать Всероссийский общественный корпус «Волонтёры Конституции», объединившей свыше 100 тысяч добровольцев. Впоследствии в Конституцию была внесена поправка, закрепляющая «поддержку волонтёрства» в качестве одним из основных направлений работы Правительства.
16 апреля 2021 года объявил о своем решении участвовать в праймериз по отбору кандидатов на выборы депутатов Государственной Думы VIII созыва . Одержал победу на предварительном голосовании.
19 сентября 2021 года избран депутатом Государственной Думы Федерального собрания Российской Федерации VIII созыва от города Москвы.
12 октября 2021 года избран председателем комитета Государственной Думы по молодёжной политике.
В феврале 2022 года вылетел в Ростовскую область чтобы помогать штабу в координации волонтёров и гуманитарной помощи для жителей Донбасса. За период с февраля по декабрь 2022 года привлек большинство общественных молодежных организаций и НКО к организации волонтерских смен на Донбасском направлении.

## Законодательная деятельность
С 2021 года в течение исполнения полномочий депутата Государственной Думы VIII созыва, выступил автором и соавтором 18 законодательных инициатив и поправок к проектам федеральных законов. В том числе:
Стал инициатором законопроекта о компенсационных выплатах волонтёрам, пострадавшим в ходе своей деятельности.
Стал одним из авторов закона «О Российском движении детей и молодёжи».
Стал инициатором законопроекта об отмене НДФЛ на материальную помощь учащихся колледжей и вузов.
Стал инициатором законопроекта об упрощении механизма трудоустройства несовершеннолетних.
Стал одним из авторов инициативы о льготном посещении учреждений культуры для добровольцев и волонтёров.
Стал одним из авторов инициативы о компенсации затрат на услуги связи волонтёрам.
Стал одним из авторов инициативы, позволяющей детям-сиротам зарегистрироваться по адресу местной администрации до получения собственного жилья
Стал соавтором инициативы о передаче конфискованных товаров на благотворительность.
Стал соавтором законопроекта «о статусе молодых ученых». Благодаря законопроекту, сотрудники научных организаций и вузов до 35 лет смогут рассчитывать на адресные меры поддержки. Их будут вводить на федеральном и региональном уровнях. Власти регионов смогут дополнительно поддерживать ученых в возрасте до 40 лет.
В 2023 году запустил Центр защиты прав молодёжи при комитете Государственной Думы по молодежной политике. Правозащитная организация станет единым окном для молодежи, которая нуждается в правовой поддержке.
В январе 2023 года объявил, что Государственный университет управления станет опорным вузом комитета ГД по молодёжной политике по теме «молодёжного самоуправления». В плане разработка закона о студенческом самоуправлении, инициативы по повышению эффективности молодёжных парламентов, молодёжных общественных палат и общественных объединений.
В 2023 году направил в Правительство России законопроект о закреплении в коллективных договорах компаний с сотрудниками мер поддержки корпоративного волонтерства с возможностью предоставления оплачиваемого дня для участия в социальных проектах. Поправка планируется в Трудовой кодекс России.
В марте 2023 года под его руководством комитет по молодёжной политике поддержал подход к регулированию табачной продукции в стране и отразил в заключении необходимость его доработать ко второму чтению в части ограничения продажи вейпов.
Предложения:
- запрет на продажу комплектующих для несовершеннолетних;
- запрет на продажу устройств в Интернете, приравнять вейпы к сигаретам, распространив на них все требования и ограничения;
- предлагается запретить выкладывать их на прилавок, скрыть от глаз покупателей;
- значительно повысить штрафы за продажу вейпов несовершеннолетним;
- введение единой системы расчета минимальной цены не только для сигарет, но и для вейпов, жидкостей и другой продукции.[46][47][48]

## Международные санкции
Из-за поддержки российской агрессии и нарушения территориальной целостности Украины во время российско-украинской войны находится под персональными международными санкциями разных стран.
25 февраля 2022 года, на фоне вторжения России на Украину, включён в санкционный список стран Евросоюза в ответ на решение России признать территории Донецкой и Луганской областей Украины и на решение об отправке туда российских войск.
11 марта 2022 года внесён в санкционный список Великобритании «за признание независимости двух сепаратистских регионов в Украине».
30 сентября 2022 года был внесён в санкционный список США в ответ на «фиктивные референдумы» и «аннексию территорий Украины российскими оккупационными силами». Государственный департамент отмечает что депутаты единогласно приняли закон о фейках, а некоторые депутаты сыграли ключевую роль в распространении российской дезинформации о войне.
24 февраля 2023 года внесён в санкционный список Канады «близких соратников режима» за «законодательство, связанное с вторжением и попыткой аннексии четырех регионов Украины».
По аналогичным основаниям с 4 марта 2022 года находится под санкциями Швейцарии. С 4 мая 2022 года находится под санкциями Австралии. С 12 апреля 2022 года находится под санкциями Японии. С 12 октября 2022 года находится под санкциями Новой Зеландии.
Указом президента Украины Владимира Зеленского от 7 сентября 2022 находится под санкциями Украины за «поддержку незаконным попыткам России аннексировать суверенную украинскую территорию путём проведения фиктивных референдумов».

## Хобби
Он занимался дзюдо, спортивным плаванием и регби.

## Достижения и награды
- Знак отличия «За благодеяние» (12 октября 2020 года) — за активное участие в подготовке и проведении Общероссийской акции взаимопомощи «#МыВместе»[60][61].
- Благодарность Президента Российской Федерации — «за активное участие в общественно-политической жизни российского общества».
- Благодарность Президента Российской Федерации — «за активное участие в подготовке и проведении мероприятий, посвященных 70-летию Победы в Великой Отечественной войне 1941—1945 годов».
- Памятная медаль и грамота Президента Российской Федерации — «за бескорыстный вклад в организацию Общероссийской акции взаимопомощи #МЫВМЕСТЕ».
- Памятная медаль Президента Российской Федерации «XIX Всемирный фестиваль молодежи и студентов 2017 года в г. Сочи».
- Почетный знак Федерального агентства по делам молодежи — «за заслуги в сфере государственной молодёжной политики».
- Победитель Всероссийского конкурса «Лидеры России. Политика»[62].
- Благодарственное письмо мэра Москвы — «за активную общественную деятельность и большой личный вклад в развитие добровольчества в Москве».